# Hieracium dovrense
Hieracium dovrense es una especie de planta con flor del género Hieracium, de la familia Asteraceae, orden Asterales.

## Distribución
Hieracium dovrense se distribuye por Finlandia, Gran Bretaña, Islandia, Rusia, Noruega y Suecia.

## Taxonomía
Fue descrita científicamente por R. E. Fr. Fue publicada en Nova Acta Regiae Soc. Sci. Upsal., ser. 2.